# Mighty Morphin Power Rangers: The Movie
Mighty Morphin Power Rangers: The Movie é o primeiro filme de Power Rangers, baseado em Ninja Sentai Kakuranger. Foi produzido no ano de 1995. Assim como o segundo filme da série, no Brasil, ele foi lançado nos cinemas e posteriormente VHS, e recentemente em DVD. Foi exibido pela Fox Kids (posteriormente Jetix, hoje Disney XD), pela Rede Globo e pelo canal pago Megapix.
No dia 7 de maio de 2014, foi confirmado que a Saban e os estúdios da Lionsgate, a vinda do reboot dos Power Rangers, pois Mighty Morphin foi a saga escolhida. A bilheteria deste recente filme foi mediana, mas com a compra adquirida pela Hasbro em 2018, anunciou em 31 de maio de 2018 que irá produzir vários filmes. A música-tema Go Go Power Rangers cuja versão para esse filme, também foi executada no Reboot que estreou no dia 23 de março de 2017.

## Historia
6000 anos atrás, um ser morfológico muito poderoso chamado Ivan Ooze foi capturado e confinado em uma cápsula, que foi enterrada na Terra. No entanto, operários de uma construção civil a encontram e a cápsula fica encubada para análise científica. Ao saber disso, Lord Zedd cria mais um de seus planos para derrotar os Rangers, invadir o local e libertar Ivan para usá-lo como um de seus capangas para atacar a cidade, assim a capsula é aberta e Ivan volta a sua forma Original, recebendo de cara a proposta de Zedd para destruir os Rangers, o vilão não aceita de cara mas depois de descobrir que ambos eram inimigos de Zordon acaba aceitando! Os Rangers então são enviados ao local para tentar impedir que a capsula fosse aberta, porém chegaram tarde demais e logo se encontraram com Ivan no local que cria várias criaturas para atacá-los! Ivan desaparece em seguida e os Rangers entram em confronto com essas criaturas sendo obrigados a morfar para conseguir derrotá-las! Enquanto isso como primeira medida, Ivan invade o Centro de Comando, coisa que jamais nenhum vilão conseguiu fazer e destrói tudo deixando Zordon a beira da morte! Os Rangers perdem seus poderes e retornam quando vêm o estado de vida de Zordon, tudo estava destruído e eles pela primeira vez haviam sido derrotados, a única esperança segundo Zordon era seguir para um planeta chamado Pheados onde talvez existisse um Grande Poder, e eles então usam a última energia para se tele-transportarem para esse planeta e pela primeira vez teriam que se virar sem ajuda dos poderes e de Zordon!
Ao perceber a partida dos Rangers Lord Zedd fica furioso percebendo que Ivan deixou os Rangers vivos e isso gera um atrito entre todos que estavam no palácio incluindo Rita Repulsa! Ivan então desdenha os dois sentando no trono de Lord Zedd e assumindo o palácio! Lord Zedd furioso aplica um raio mortal contra Ivan que nem liga e da risada! Em seguida Ivan transforma Lord Zedd e Rita em miniaturas deixando presos dentro de uma cúpula de vidro! Nem mesmo Lord Zedd sabia do tamanho do mal que estavam lidando, assim os outros capangas apavorados se aliam a Ivan com medo de morrerem! Assim Ivan manda para Pheados os Guerreiros Tengu! Pássaros humanóides enviados para impedir os Rangers de conseguir os poderes de volta!
Ao chegarem em Pheados, os Rangers se deparam com um lugar bem tenso e perigoso! Eis que eles são surpreendidos pelos Guerreiros Tengas que os atacam! No meio da confusão os Rangers são salvos por Dulcea, a guardiã do Poder Ninjetti, depois de ouvir o apelo dos Rangers ela leva eles até o pico de uma montanha de Pheados onde eles recebem os espíritos dos animais sagrados! Assim eles recebem fardas de ninja, cada uma com a representação de seu animal sagrado e ela diz que poderia ajudá-los até alí, que depois disso eles teriam de se virar sozinhos! Assim eles tem que passar por testes para ver se são aptos a receber o poder. Depois de enfrentarem vários desafios, os Rangers chegam diante do templo dos poderes Ninjettis e tem de enfrentar guerreiros gárgulas! (Os guardiões do templo) Depois de passarem pelo desafio final, eles conseguem entrar no templo e recuperar os poderes! Com os novos poderes, surgiram novos Zords vindos da força ninjeti, que substituiria o poder do trovão a partir de lá. Com os poderes, os Rangers podem se teletransportar de novo podendo sair do planeta selvagem.
Quando os Rangers retornam, finalmente, à Terra, descobrem que Ivan Ooze enfeitiçou todos os pais de Alameda dos Anjos e os está controlando como robôs para que trabalhassem para ele como escravos e assim colocasse em prática seu plano milenar! Trazer à ativa suas duas máquinas morfológicas de destruição,Os Titãs Éctormorficos: Hornitor e Scorpitron! Máquinas gigantescas que ficaram enterradas por séculos e trazidas de volta por Ivan e os adultos de Alameda dos Anjos! Hornitor tinha o formato semelhante a uma abelha e Scorpitron o de um escorpião! Ambas tinham poder para destruir o universo inteiro! Com sucesso no seu plano, a cidade vira um tumulto de gritos e destruição! Só eles podem retirar a cidade do caos, utilizando os novos poderes.
Mesmo sabendo que nunca tinham enfrentado inimigos tão poderosos quanto aquelas máquinas, os rangers invocam os Zords e começam a trabalhar em equipe para enfrentar as máquinas! Com o trabalho de equipe, conseguiram destruir Scorpitron, fato que enfureceu Ivan e assim decide pessoalmente liquidar os Power Rangers! Hornitor era muito mais poderoso que Scorpitron e os Zords não estavam conseguindo vencê-lo! Assim Ivan se funde a Hornitor e usando a estrutura da máquina morfológica para o combate! E com uma espécie de fusão entre o poder de Ivan e a máquina acabou se tornando uma figura quase invencível!
Os Rangers para o enfrentarem, unem os poderes dos Zords e formam o Ninja Megazord para enfrentá-lo, mas dessa vez nem o poderoso Megazord tava dando conta do recado e por sinal estava tomando uma surra! E vendo que seriam presas fáceis do vilão e que seriam destruídos se não pensassem em algo rápido, os Rangers acabam levando o Megazord na direção do espaço e atraindo Ivan! Com uma estratégia de tudo ou nada criada pelo ranger azul, eles tentam colocar Ivan frente ao cometa Halley que estava passando perto da órbita da Terra e por sorte conseguem e o vilão acabou sendo destruído! Com a sofrida vitória, os Rangers voltam a Terra e com a destruição de Ivan, o feitiço gerado contra os adultos se acabou, por sorte, alguns segundos antes de que ele levasse a todos a pular de um abismo!
Após tudo isso, quando retornam ao Centro de Comando, ficam todos muito tristes com o estado de Zordon, que está morrendo. Na esperança de salvá-lo, todos utilizam o novo poder que adquiriram para emanar energia e livrar seu mentor da morte.
Ao final, tudo dá certo: Zordon e a cidade estão a salvo e só resta comemorar muito!
| Arsenal                      |
| ---------------------------- |
| Morfadores do Poder          |
| Raio do Poder                |
| Rastreador de Campo de Força |
| Corda do Poder               |
| Chicote do Poder             |
| Sabre do Poder               |

## Aliados
| Personagem     | Observações                                                                                     |
| Zordon         | Feiticeiro ancestral do bem e da luz,ele é o mentor dos Power Rangers.                          |
| Alpha 5        | Robo ajudante de Zordon,ele auxilia os Power Rangers.                                           |
| Bulk e Skull   | Dois Patetas que vivem tentando descobrir a identidade dos Power Rangers.                       |
| Dulcea         | Guerreira de Phaedos, ajudou os Rangers a descobrir seus poderes Ninjetti.                      |
| Fred Kelman    | Aluno de karatê de Tommy. Ajudou a salvar os pais de Alameda dos Anjos do feitiço de Ivan Ooze. |
| Os Gatekeepers | São guardiões da ilha.                                                                          |

## Vilões
| Personagem       | Observações                                                                                                |
| Ivan Ooze        | Entidade do mal já havia governado o mundo há 6.000 anos.                                                  |
| Lord Zedd        | inimigo de tudo o que é bom e decente,inimigo principal dos Power Rangers.                                 |
| Rita Repulsa     | feiticeira ancestral do mal,esposa de Lord Zedd e inimiga dos Power Rangers.                               |
| Goldar           | braço direito de Lord Zedd e rita repulsa,inimigo dos Power Rangers.                                       |
| Mordant          | sobrinho de Goldar. só apareceu no filme nunca apareceu na série.                                          |
| Hornitron        | um dos titãs Éctomorficos de Ivan Ooze,o mais poderoso deles.                                              |
| Scorpitron       | outro dos titãs Éctomorficos,menos poderoso que Hornitor.                                                  |
| Ivan Hornitor    | União de Ivan Ooze com Hornitor.                                                                           |
| Patrulha Ooze    | Guerreiros criados por Ivan Ooze,todos são parecidos com ele.                                              |
| Guerreiros Tengu | Passaros guerreiros criados por Ivan Ooze,se parecem com os Guerreiros Tengas de Rita Repulsa e Lord Zedd. |

## Trilha sonora
O compositor neozelandês Graeme Revell foi um dos responsáveis principais da trilha de fundo neste filme. Além disso, estão as canções na ordem de exibição durante o filme:
| Canção                 | Artista                        |
| ---------------------- | ------------------------------ |
| Higher Ground          | Red Hot Chili Peppers          |
| Free Ride              | Dan Hartman                    |
| Are You Ready?!        | Devo                           |
| Go Go Power Rangers    | Power Rangers Orchestra        |
| Firebird               | Graeme Revell part. Buckethead |
| Trouble                | Shampoo                        |
| SenSurround            | They Might Be Giants           |
| The Power              | Snap!                          |
| Dreams                 | Van Halen                      |
| Kung Fu Dancing        | Fun Tomas (com Carl Douglas)   |
| Ayeyaiyai (Alpha Song) | Power Jet                      |

#### Curiosidades
- A versão do tema de abertura da série composto originalmente por Ron Wasserman, ganhou uma versão forte para o filme, passando a ser interpretado por Eric Martin (vocalista da banda Mr. Big), com Tim Pierce na guitarra, John Pierce no baixo, Kim Bullard na segunda voz, e o baterista Matt Sorum (do Guns N' Roses).
- Falando nisso, essa versão foi incluída no recente filme de 2017 pela Lionsgate.
- As canções Kung Fu Dancing e Ayeyaiyai (Alpha Song), fizeram parte dos créditos finais.
- A única música que só foi exibida apenas no álbum oficial da trilha sonora é Cross My Line do Ron Wasserman, que serviu como Bônus Track. Em 2012, Ron regravou a canção para o álbum Power Rangers Redux.

## Elenco
- Jason David Frank: Thomas Tommy Oliver/ Ranger Branco
- Amy Jo Johnson: Kimberly Ann Hart/ Ranger Rosa
- David Yost: William Billy Cranston/ Ranger Azul
- Johnny Yong Bosch: Adam Park/ Ranger Preto
- Karan Ashley: Aisha Campbell/ Ranger Amarela
- Steve Cardenas: Rocky DeSantos/ Ranger Vermelho
- Paul Schrier: Farkus Bulk Bulkmeier
- Jason Narvy: Eugene Skull Skullovitch
- Paul Freeman: Ivan Ooze
- Gabrielle Fitzpatrick: Dulcea
- Nicholas Bell: Zordon
- Peta-Maree Rixon: Alpha 5
- Jean Paul Bell: Mordant
- Kerry Casey: Goldar
- Mark Ginther: Lord Zedd
- Julia Cortez: Rita Repulsa
- Jamie Croft: Fred Kelman

## Ver Também
- Mighty Morphin Power Rangers: The Movie (jogo eletrônico)